# XM1156 精密誘導キット
M1156 精密誘導キット (M1156 Precision Guidance Kit, PGK, 以前はXM1156) はアメリカ陸軍が開発した155mm砲弾用精密誘導システムである。主契約者はアライアント・テックシステムズで、開発作業には Interstate Electronics Corporation も参加している。

## 概要
PGK は、従来からある信管と同様に弾頭の先端にねじ込んで取り付けられるが、GPS 誘導により弾道を補正する制御翼が付いている。自由落下爆弾に取り付けて精密誘導爆弾に仕立て上げる JDAM によく似ており、「砲弾版 JDAM」ともいえる。2009年から生産されており、2010年には配備される予定であったが、実際の配備は2013年春になった。
従来使われてきた非誘導型の M549の平均誤差半径 (CEP) は最大射程時に267メートルである。これは斉射時に半数の砲弾が標的から半径267メートルの範囲内に着弾するという意味であり、非誘導弾頭では近接戦闘時に友軍への誤射や同士討ちが起きる恐れがあることが分かる。既に実用化されている M982 エクスカリバー誘導砲弾は標CEP6メートル以内だが、陸軍はより安価な代替品として XM1156 を開発することにした。PGK の信管部は M549A1 や M795 155mm榴弾 の弾頭部に取り付けて M109 155mm自走榴弾砲 や M777 155mm榴弾砲 から発射でき、射程によらずCEP50メートル以内を得ることができる。
砲弾が発射されると制御翼が展開される。GPS受信機で PGK の現在位置と目標の位置から目標に命中する飛翔経路を割り出し、制御翼を操作してその経路に誘導する。 PGK には標的から150メートルの範囲内に着弾しない場合には爆発しないよう安全装置が設けられており、発射5秒後の時点で着弾予想点が標的から150メートル以内にあるか否かによって作動するようになっている。これにより、近接火力支援を受ける友軍兵士の安全を確保している。PGK は重量 1.4キログラム (3 lb) で、制御翼とオルタネーターが増えた分、通常信管より0.45キログラム (1 lb) だけ重くなっている。 飛翔中にオルタネーターからの電力で動作するため、バッテリーが不要になっている。PGK は既存の誘導砲弾よりも安価で、しかも通常砲弾の命中精度を高めるものであるため、新しく誘導砲弾を生産することなく配備済みの大量の通常砲弾をアップグレードして備蓄することができる。
PGK はさまざまな 155mm 砲システムと互換性がある。2014年9月にはドイツの DM111 砲弾に装着して PzH2000自走榴弾砲からの実射デモが行われており、射程27キロメートルで標的から5メートル以内への着弾率 90% を得ている。

### 開発年表
- 2006年6月: レイセオン が XM1156 の受注競争から脱落。
- 2006年7月: BAEシステムズとアライアント・テックシステムズが競争技術開発（TD）に選出。
- 2007年5月: アライアント・テックシステムズがシステム実証開発（System Demonstration and Development, SDD)契約を受注[9]
- 2012年10月: フォートブリス陸軍基地（英語版）の部隊にXM1156 精密誘導キットが初配備され、24発の試射が行われた[4]。

### トライアル
PGK はアフガニスタンへの緊急補充として投入され、同地で性能・信頼性・安全性を確認するための初品受領試験が行われた。試験において PGK を装着した砲弾は牽引砲および自走砲のどちらの砲システムでも安定した性能を示し、CEP30メートル以下という精度要求に対してほとんどの砲弾が10メートル以内を達成した。 2015年2月6日には ATK から PGK が受領試験に合格して低率初期生産（LRIP）への移行が認められたことが発表された。
2015年4月には、PGK の低率初期生産（LRIP）の第1ロットが納品され、受領試験では42発中41発（97%）が正常に発射された。2015年終わりの全規模生産への移行に向け、5月と6月にも追加ロットの受領試験が行われた。
2015年6月29日にはオービタルATK から PGK 第1ロットの受領試験が完了し、安全性要求および信頼性要求のすべてが満たされ、CEPは平均10メートル以下であったことが発表された。追加分2ロットの受領試験では生産の安定性や生産工程全体を通じた製品改良に関する情報収集が行われた。

### 輸出
2013年8月8日にオーストラリアは 4,002 発の M1156 と訓練および付帯設備を 5,400万ドルで購入する意向を示した。低率初期生産中の兵器に対する購入意向表明は異例のことであった。 2015年2月にはオーストラリアとカナダから正式発注がなされた。オーストラリアは2015年12月から2016年1月にかけて受領した。

## 配備
2013年5月にはアフガニスタンに展開したアメリカ陸軍第15野戦砲兵連隊で XM1156 の付帯設備に関する訓練が開始され、少し後に PGK 本体の初期運用が始まった。これは2013年6月末に終わり、アメリカ陸軍は2,400発、海兵隊は700発の PGK を受領した。

## 仕様
- 誘導方式: GPS
- 命中精度:
  - インクリメント I: 平均誤差半径  < 50 メートル
  - インクリメント II: 平均誤差半径 < 30 メートル[16]

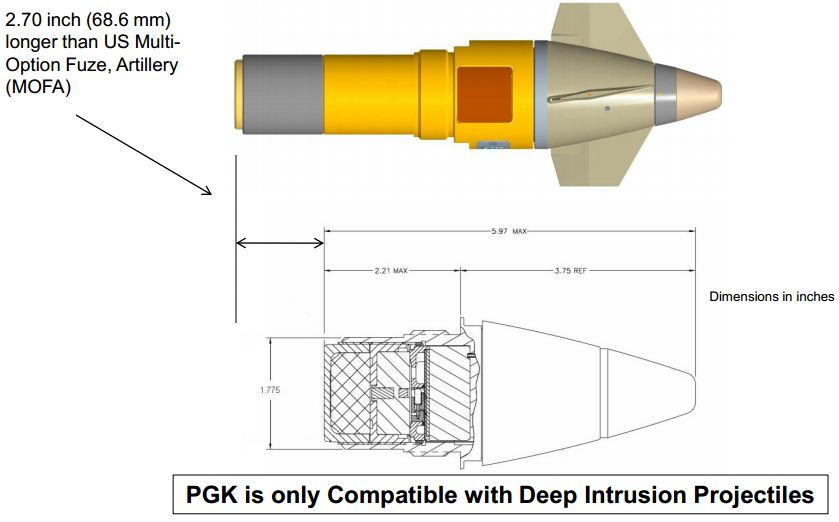
従来弾とXM1156の構造比較

- ユニットコスト: < 10,000ドル[7]
- 起爆オプション: 着発または近接曳火[10]